# Sericesthis magna
Sericesthis magna är en skalbaggsart som beskrevs av Britton 1987. Sericesthis magna ingår i släktet Sericesthis och familjen Melolonthidae. Inga underarter finns listade i Catalogue of Life.